# 土庫曼河流列表
土庫曼河流列表，列舉全部或部分在土庫曼境內的河流，並依照流域排列；支流則由河口至源頭排序。

## 裏海
- 阿特拉克河：跨國河流，上游位於伊朗境內，中游一度為兩國界河。

## 鹹海
- 阿姆河：跨國河流。
  - 蘇爾漢河：跨國河流，上、中游位於塔吉克、烏茲別克境內。

## 卡拉庫姆沙漠
- 穆爾加布河：跨國河流，上游阿富汗境內。
- 捷詹河：跨國河流，上游稱為哈里河，位於伊朗、阿富汗境內。